# Dora Fanny Rittmeyer
Dora Fanny Rittmeyer (* 16. Juni 1892 in St. Gallen; † 1. März 1966 ebenda) war eine Schweizer Kunsthistorikerin. Die Erforschung profaner wie sakraler Gold- und Silberschmiedekunst ist mit ihrem Namen verbunden.

## Leben und Werk

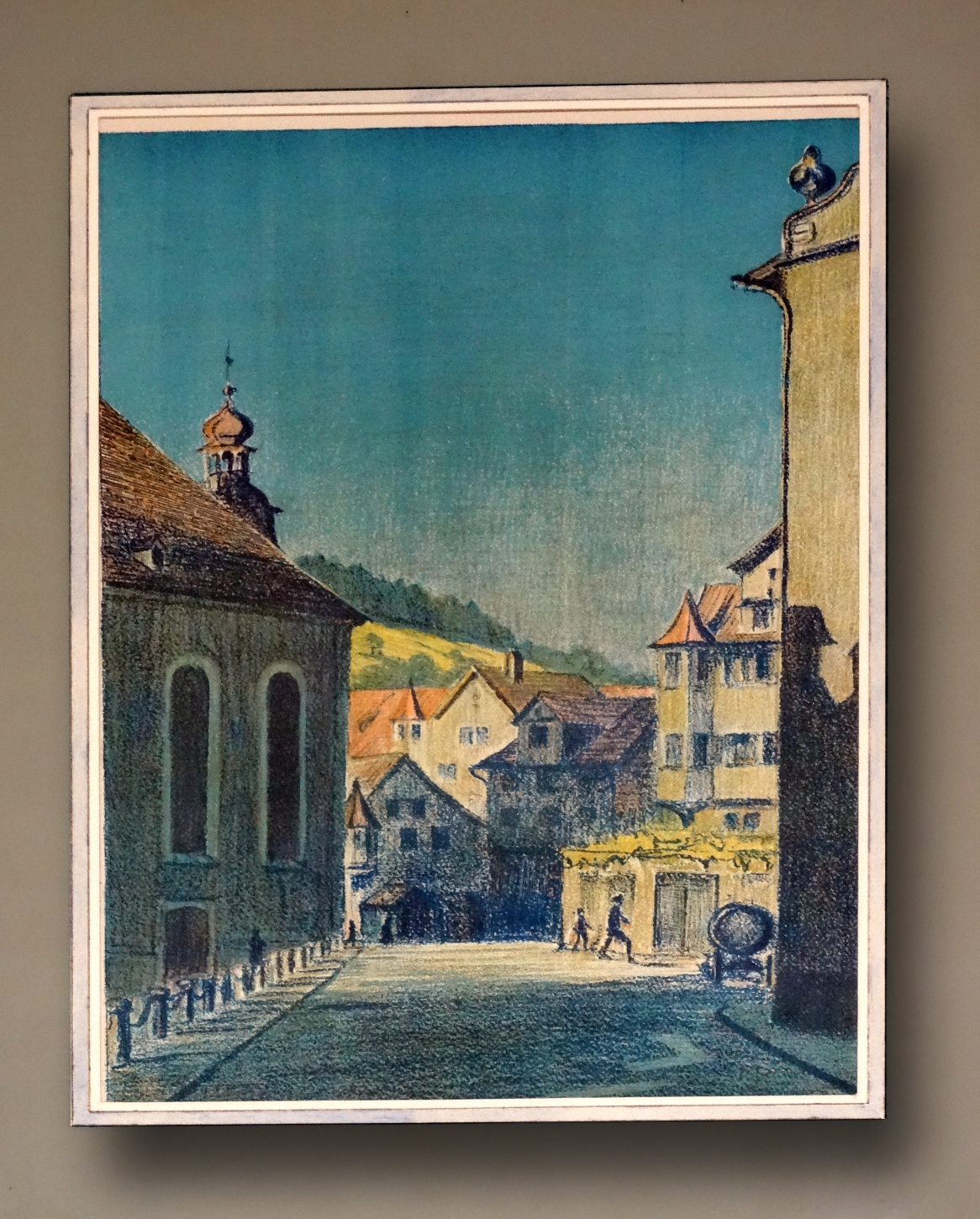
1932, St. Gallen

Dora Rittmeyers Grossonkel war Emil Rittmeyer, ihre Grosscousine die Malerin Susanne Rittmeyer (1871–1948) und ihr Onkel Robert Rittmeyer. Da Rittmeyers Vater starb, als sie fünf Jahre alt war, wuchs sie mit ihrem jüngeren Bruder Ludwig (1897–1963) bei ihrer Mutter und Grossmutter auf. Nach der Schulzeit in St. Gallen und Genf besuchte sie die Kunstgewerbeschule in St. Gallen und anschliessend in München die Debschitz-Schule.
Als der Erste Weltkrieg ausbrach, kehrte Rittmeyer nach St. Gallen zurück, wo sie als Hilfslehrerin arbeitete. An der Handelshochschule besuchte sie bei Adolf Fäh kunsthistorische Vorlesungen. Dieser vermittelte ihr 1923 eine Anstellung in einer Werkstatt für Silberschmiede- und Kirchengoldschmiedekunst, wo sie als Entwerferin und Ziseleuse arbeiten konnte. Der Übergang vom flächigen zum plastischen Schaffen verlangte von ihr Übung im Modellieren, die sie sich vor allem im Herstellen von Bildnisköpfen erwarb.
Adolf Fäh schlug Rittmeyer 1928 vor, den Kirchenschatz der St. Galler Kathedrale sowie das sankt-gallische Goldschmiedehandwerk zum Gegenstand ihrer Studien zu machen. Daraus entstanden die beiden umfangreichen St. Galler Neujahrsblätter Zur Geschichte des Goldschmiedehandwerks in der Stadt St. Gallen und anschliessend Die Goldschmiedewerke in der Kathedrale St. Gallen.
Dora Rittmeyer war Mitglied der Schweizerischen Gesellschaft Bildender Künstlerinnen. Die gewichtigste Spezialfach-Leistung vollbrachte Rittmeyer im Rahmen der schweizerischen Kunstdenkmäler-Inventarisation. 1943 verlieh ihr Anna Tumarkin am Dies academicus der Universität Bern die Ehrendoktorwürde.